# Утешное (посёлок)
Утешное (укр. Утішне) — посёлок в Казанковском районе Николаевской области Украины.
Население по переписи 2001 года составляло 9 человек. Почтовый индекс — 56032. Телефонный код — 5164.

## Местный совет
56032, Николаевская обл., Казанковский р-н, с. Новофёдоровка, ул. Мира, 40